# Durango (Spanien)
Durango ist eine Gemeinde in der nordspanischen Provinz Bizkaia im Baskenland (Spanien).

## Geographie
Durango liegt am linken Ufer des Flusses Ibaizabal und bedeckt eine Fläche von 10,79 km². Nach Süden entstand durch Gesteinsfaltung ein sehr zackiges und bizarres Gebirgsmassiv, die sog. Peñas del Duranguesado (Alluitz, Anboto, Mugarra). Innerhalb der Gemeindefläche von Durango stechen vor allem die beiden Berge Peña de Mugarra (960 Meter) und der Monte Neberondo (453 Meter) hervor, die ein kleines Kalksteinmassiv mit zahlreichen Karstformationen bilden. Der Fluss Ibaizabal durchquert die Gemeinde von Nord nach Süd und wird dabei vom Fluss Mañaria und vom Bachlauf Larrinagatxu gespeist.

## Bevölkerung
Die Bevölkerung Durangos ist seit 1940 stetig gewachsen, was an der Ansiedlung zahlreicher Industrieunternehmen in der näheren Umgebung der Gemeinde lag. In den 1980er Jahren geriet diese Entwicklung jedoch als Folge einer ökonomischen Krise ins Stocken. Ein Großteil der Zuwanderer kamen aus ländlichen Gebieten der Umgebung, insbesondere aus den Küstengebieten der Provinz Bizkaia und aus anderen Regionen Spaniens. Dies erklärt auch die relativ junge Bevölkerungspyramide. 2024 hatte die Gemeinde 29.887 Einwohner.

## Wirtschaft
Die Wirtschaft Durangos basiert sehr stark auf dem Sekundärsektor und dieser ist vollständig von der Industrie bestimmt. Im Primärsektor (Landwirtschaft) existieren heute nur noch einige wenige Familienbetriebe, die meist für den Eigenbedarf oder die lokalen Märkte produzieren und in den ländlichen Gebieten der Gemeinde Durango angesiedelt sind. Im Bereich der Dienstleistungen gab es einen starken Zuwachs Ende der 1990er Jahre und Anfang des 21. Jahrhunderts.
Der Sekundärsektor ist der Hauptträger der wirtschaftlichen Entwicklung Durangos und beschäftigt mit Abstand die meisten Einwohner der Gemeinde; die Industrie ist somit wichtigste Wohlstandsquelle Durangos. Hierzu gehören sowohl die Metallindustrie (v. a. Werkzeugherstellung wie Ona Electroerosión und Eisenwaren wie Ferretera Vizcaína) sowie Gießereibetriebe. Ebenso gehören Kunststoff verarbeitende Betriebe (wie Odi-Bakar S.A.) zu den Industriebetrieben Durangos. Aufgrund der gering verfügbaren Flächen im eigentlichen Stadtgebiet verlagern sich immer mehr Betriebe in die Industriezonen vor der Stadt.
Im Dienstleistungssektor stechen die öffentlichen Bereiche wie Bildung und Weiterbildung, die Kreisverwaltung sowie der Gesundheitssektor hervor. Der Handel hat sich zwar in den letzten Jahren entwickelt; dennoch dominiert weiterhin die nur 30 km entfernte Provinzhauptstadt Bilbao. In der Gastronomie existieren einige sehr gute Restaurants. Die Nähe zu Bilbao hat ebenfalls zur Ansiedlung einiger Hotels beigetragen.

## Verkehr
Durango liegt an der S-Bahnlinie des EuskoTren zwischen Bilbao und San Sebastian. Die Bahnstrecke mitten durch die Stadt hat zu einer urbanen Zersiedlung geführt.
EuskoTren plante den Bau eines neuen Hauptsitzes inkl. eines unterirdischen Bahnhofs in Durango / Bizkaia. In das „operación Durango“ bezeichnete Bauvorhaben sollen insgesamt etwa 150–160 Mio. Euro investiert werden. Die internationale Ausschreibung für den Bau gewann die renommierte irakische Architektin Zaha Hadid.
Das sehr moderne Bauvorhaben sollte aus 5 architektonischen Achsen bestehen. Die erste Achse würde aus einem siebenstöckigen Gebäude bestehen, in das die Zentrale von EuskoTren einziehen sollte. Die zweite Achse sollte in der Entwicklung einer unterirdischen Ebene mit Einkaufszentrum, Theater, Kinos, Bars, Diskothek und einem großen Auto-Parkbereich bestehen. Die dritte Achse würde durch den neuen unterirdischen Bahnhof dargestellt. Er sollte 12 Meter unter der Erde liegen und eine Bahnsteiglänge von fast 90 Meter aufweisen. Die vierte Achse würde in einer oberirdischen, 60.000 m² hohen Parkanlage bestehen, die über der eigentlichen Station angelegt werden sollte. Schließlich würden als fünfte Achse in der Umgebung des insgesamt dreieckigen Baugeländes Wohnungsgebäude errichtet.

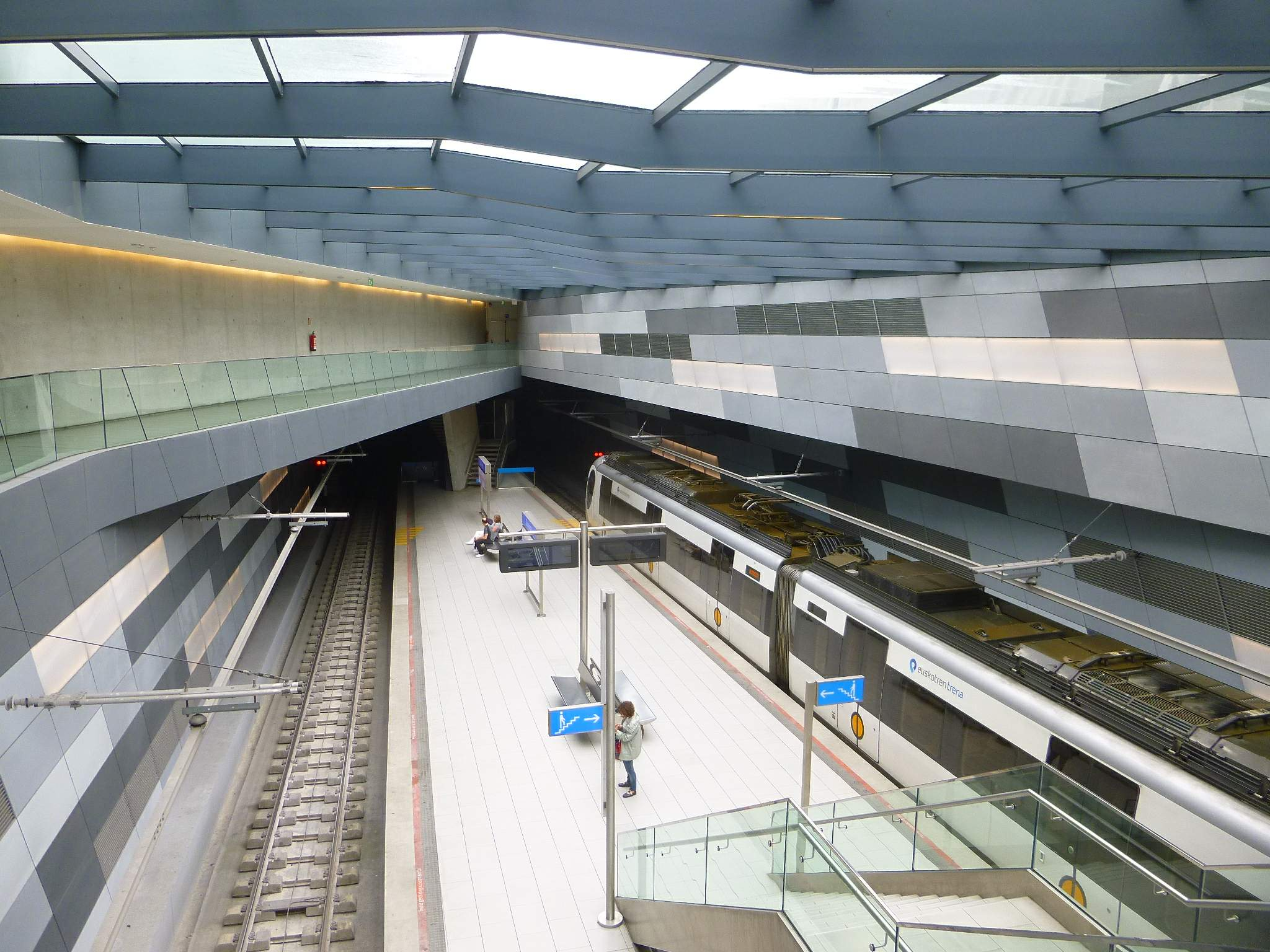
Bahnhof Durango

Der Bau begann 2007. Entstanden sind dabei ein Einkaufszentrum und der unterirdische Bahnhof. Das siebenstöckige Gebäude für die Zentrale von EuskoTren war nicht mehr Teil des realisierten Bauvorhabens. Der Bahnhof wurde am 17. Dezember 2012 eingeweiht. Mit der Inbetriebnahme der neuen Strecke wurde auch der Haltepunkt Fauste-Landako abgebaut.
Ferner existieren von und nach Durango Busverbindungen. Alle halbe Stunde fährt der BizkaiBus nach Bilbao. Es gibt zwei Routen: eine führt über die Autobahn A8 und dauert 30 Minuten, die andere nimmt die Landstraße über Amorebieta-Etxano und benötigt etwa 50 Minuten für die 35 km lange Strecke.

## Sprache
In Durango spricht man den Dialekt der Provinz Bizkaia der baskischen Sprache, das sogenannte bizkaiera, wiederum mit typischen Eigenarten des jeweiligen Kreises Durango.

## Geschichte

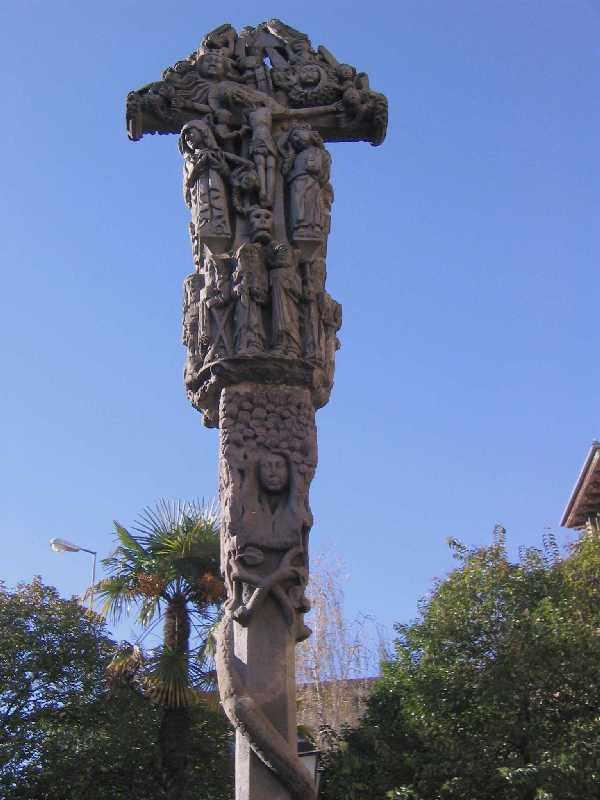
Kreuz von Kurutzeaga

Der Ort, der ursprünglich Tabira de Durango, später Villanueva de Durango und heutzutage Durango hieß, verfügte im Mittelalter über keine Carta Puebla (eine Art Vertrag mit einem Herrscher (z. B. König), in dem im Mittelalter den Bewohnern eines Dorfes bestimmte Privilegien und Freiheiten zuerkannt wurden) wie andere baskische Dörfer. Dennoch wird von Historikern das Gründungsdatum der Gemeinde auf Anfang des 13. Jahrhunderts festgelegt. Vermutlich wurden die Stadtrechte im Jahr 1372 erteilt. Tavira, oder Tabira auf Baskisch, ist vermutlich der Name der ursprünglichen Kernansiedlung am heutigen Ort von Durango. Im Stadtwappen erscheint der Bezug auf „Tabira“ als Andenken an den Ursprung der Gemeinde.
Eine der historisch bekanntesten Begebenheiten ist die sogenannte „Ketzerei von Durango“ (Herejía de Durango) in der Zeit von 1442 bis 1444, die durch den Franziskaner Alonso de Mella angestiftet wurde; er hatte u. a. die Gütergemeinschaft gelehrt. Mehr als 100 seiner Anhänger, die sogenannten Fratizelleni wurden wegen Häresie zum Tode verurteilt und öffentlich in der Kurutzeaga verbrannt. Zur Erinnerung an dieses Ereignis wurde auf dieser Straße ein Kreuz mit gleichem Namen errichtet.
Während des Spanischen Bürgerkrieges (1936–1939) war Durango zweimal Luftangriffen ausgesetzt. Der erste und kleinere erfolgte am 25. September 1936 durch Kampfflugzeuge der nationalistischen Rebellen General Francos und forderte 12 Tote. Der zweite, schwere Luftangriff erfolgte am 31. März 1937. Er wurde von deutschen Offizieren der Legion Condor geplant und von Geschwadern der italienischen Aviazione Legionaria ausgeführt, wobei nach neueren Untersuchungen offiziell 336 Menschen getötet wurden.

## Kultur
Auf kulturellem Gebiet ist die Errichtung des Kulturzentrums San Agustín Kultur Gunea von Bedeutung, das im Jahr 1998 eingeweiht wurde. Hier finden seitdem Theater-, Tanz- und Musikvorstellungen statt. Außerdem gibt es die Musikhochschule Escuela de Música Bartolomé Ertzilla, mit hunderten von Studenten aus der näheren Umgebung.
Das Museo de Arte e Historia de Durango in der Nähe des Kultur Gunea wurde 1984 gegründet und befindet sich im Palacio Etxezarreta, einem Gebäude aus dem 18. Jahrhundert. Das Museum besitzt wichtige historische Dokumente über die Geschichte Durangos. In ihm finden auch regelmäßig Kunstausstellungen (Malerei, Bildhauerei, Fotografie) statt.

## Söhne und Töchter der Stadt
- Bruder Juan de Zumárraga (um 1468–1548), der erste Bischof von Mexiko. Er führte in Mexiko den Buchdruck ein und gründete zahlreiche Schulen und Krankenhäuser. Seine Statue befindet sich in Durango im Parque de Ezkurdi.
- Bruno Mauricio de Zabala (1682–1736) war Gouverneur von Buenos Aires und gründete im Jahr 1726 die Stadt Montevideo, Hauptstadt von Uruguay. Der Stammsitz seiner Familie befindet sich in der Nähe des Museums.
- Antonio Alberdi y Aguirrezábal (1893–1986), Orgelbauer, Organist und Komponist
- Carmelo Echenagusía (1932–2008), Weihbischof in Bilbao
- Ignacio Astigarraga (* 1936), Radrennfahrer
- Iñaki Azkuna (1943–2014), 1999–2014 Bürgermeister von Bilbao, World Mayor 2012
- Antón Arieta (1946–2022), Fußballspieler
- Andoni Cedrún (* 1960), Fußballspieler
- Eneko Sagardoy (* 1994), Schauspieler
- Uma Bracaglia (* 2007), Schauspielerin

## Sehenswürdigkeiten
- Altstadt: Mittelalterliche Struktur mit drei Längsstraßen und einer Querstraße. Dort befinden sich die Kirchen Santa Maria und Santa Ana.
- Torre de Lariz, hier übernachtete im Jahr 1483 Königin Isabella I. von Kastilien (Isabel la Católica), als sie die Sonderrechte für die Provinz Vizcaya schwor.
- Arco de Santa Ana, das einzige Überbleibsel der antiken Stadtmauer. Er wurde 1566 errichtet und 1744 im Barockstil restauriert.
- Ídolo de Mikeldi, ein vierbeiniges Tier aus vorrömischer Zeit. Über seine Bedeutung ist man sich im Unklaren. Das Original befindet sich im Museo Arqueológico de Bilbao. Die Skulptur wurde 1864 in Durango entdeckt. Eine Replik steht heute im Parque de Ezkurdi.
- Palacio de los Zabala, Die Residenz von Bruno Mauricio de Zabala, Gründer von Montevideo.
- Palacio de Etxezarreta, beinhaltet heute das Museo de Arte e Historia de Durango.
- Santa María de Uríbarri, die Basilika Unserer Lieben Frau von Uribarri wurde angrenzend an den Torre de Arandoño errichtet, den sie als Glockenturm nutzte. Sie stammt aus dem 14. Jahrhundert und wurde hauptsächlich im gotischen Stil mit aufgesetzten Renaissance-Elementen erbaut. Ihr immenses Portal mit Holzüberbau ist das größte seiner Art im Baskenland und dient unter anderem als Teil des Marktes.
- Parroquia de Santa Ana, wurde im 15. Jahrhundert erbaut, im Jahr 1720 und danach wurde sie mehrmals grundlegend umgebaut.
- Iglesia de San Pedro de Tabira, die ersten Ansiedlungen von Durango bildeten sich um die Einsiedelei de San Pedro de Tabira. Im 16. Jahrhundert wurde das Gebäude neu errichtet.
- Das spätgotische Kreuz von Kurutziaga stellt den Baum des Kreuzes dar und erinnert an die „Ketzerei von Durango“ im 15. Jahrhundert.